# プレイディアのゲームタイトル一覧
プレイディアのゲームタイトル一覧（プレイディアのゲームタイトルいちらん）では、プレイディア対応として発売したゲームソフトを発売順に列記する。（全39タイトル）
プレイディアはバンダイが1994年9月23日に発売したゲーム機であり、本体とコントローラを赤外線通信で接続しているという特徴があった。

作品の中には、『 美少女戦士セーラームーンS 〜クイズ対決!セーラーパワー結集!!〜』のように、原作の映像をそのまま流用したものもある。

## プレイディアのゲームタイトル一覧

### 1994年（全11タイトル）
- 9月23日 ドラゴンボールZ 真サイヤ人絶滅計画 -地球編- - [BAPD-01] - ローンチタイトル[1]。
- 9月23日 美少女戦士セーラームーンS 〜クイズ対決!セーラーパワー結集!!〜 - [BAPD-02]
- 9月23日 SDガンダム大図鑑 - [BAPD-03]
- 9月28日 ウルトラマンパワード 〜怪獣撃滅作戦〜 - [BAPD-04]
- 9月28日 ハローキティ ゆめのくにだいぼうけん - [BAPD-05]
- 11月25日 アクアアドベンチャー ブルーリルティー - [BAPD-06]
- 11月25日 Newton museum 恐竜年代記 前編 - [BAPD-07]
- 11月25日 Newton museum 恐竜年代記 後編 - [BAPD-08]
- 12月08日 出発! どうぶつたんけんたい - [BAPD-09]
- 12月16日 ウルトラセブン 〜地球防衛作戦〜 - [BAPD-10]
- 12月16日 ドラゴンボールZ 真サイヤ人絶滅計画 -宇宙編- - [BAPD-11]

### 1995年（全16タイトル）
- 1月24日 のりものバンザイ!! くるま大集合!! 〜はたらくくるまがいっぱい登場!〜 - [BAPD-12]
- 1月24日 のりものバンザイ!! でんしゃ大集合!! 〜図鑑とクイズでキミも電車博士!!〜 - [BAPD-13]
- 3月22日 テレビシリーズ 家なき子 〜すずの選択〜 - [VPRJ-09722]
- 3月22日 ガメラ THE TIME ADVENTURE - [BAPD-15]
- 6月22日 エレメントボイスシリーズ(1) 『かないみか 〜Win&Breeze〜』 - [BAPD-18]
- 6月22日 エレメントボイスシリーズ(2) 『深見梨加 〜Private Step〜』 - [BAPD-19]
- 6月22日 エレメントボイスシリーズ(3) 『久川綾 〜Forest Sways〜』 - [BAPD-20]
- 7月28日 美少女戦士セーラームーンSuperS 〜セーラームーンとひらがなレッスン!〜 - [BAPD-21]
- 7月28日 ウルトラマン 〜ひらがな大作戦〜 - [BAPD-22]
- 7月28日 ウルトラマン 〜アルファベットTVへようこそ〜 - [BAPD-23]
- 8月24日 美少女戦士セーラームーンSuperS 〜セーラームーンとはじめてのえいご〜 - [BAPD-24]
- 8月24日 美少女戦士セーラームーンSuperS 〜ようこそ!セーラー幼稚園〜 - [BAPD-25]
- 8月24日 ウルトラマン 〜おいでよ!ウルトラ幼稚園〜 - [BAPD-26]
- 10月20日 超合金SELECTIONS - [BKPD-01]
- 11月16日 エレメントボイスシリーズ(4) 『白鳥由里 〜Rainbow Harmony〜』 - [BKPD-02]
- 12月15日 それいけ!アンパンマン 〜ピクニックでおべんきょう〜 - [BAPD-27]

### 1996年（全6タイトル）
- 3月22日 ウルトラマン 〜ウルトラランド すうじであそぼう〜 - [BAPD-28]
- 3月22日 ウルトラマン 〜知能アップ大作戦〜 - [BAPD-29]
- 3月27日 エレメントボイスシリーズ(5) 『國府田マリ子 〜Welcome to the Marikotown!〜』 - [BKPD-03]
- 4月22日 忍たま乱太郎 〜ぐんぐんのびる知能編〜 - [BKPD-04]
- 5月15日 忍たま乱太郎 〜はじめておぼえる知識編〜 - [BKPD-05]
- 6月26日 激走戦隊カーレンジャー 〜たたかえ!ひらがなレーサー〜 - [BKPD-06]

なお、『激走戦隊カーレンジャー 〜たたかえ!ひらがなレーサー〜』をもって、プレイディア用のゲームタイトルの開発は終了している。

### 非売品（全7タイトル）
| 作品名                                            | 品番   | 備考                                                                         |
| ------------------------------------------------- | ------ | ---------------------------------------------------------------------------- |
| Playdia サンプルソフト                            | BS-002 | BANDAI店頭販促用 日本音楽著作権協会（ビデオ録音）第941774号                  |
| 祐実とトコトンプレイディア                        | BS-003 | 1994～1995年に行われた『ワクワクドキドキキャンペーン』景品で5000名に配られた |
| ゴー!ゴー!アックマン・プラネット                  | BS-005 | 月刊誌『Vジャンプ』の懸賞でプレイディア本体とセットで200名に配られた         |
| ジャンプ限定スペシャル 4大ヒーローBATTLE大全      | BS-006 |                                                                              |
| バンダイITEM COLLECTION 70'                       | BS-007 |                                                                              |
| Playdia IQ Kids                                   | BS-009 |                                                                              |
| けろけろけろっぴ 〜ウキウキパーティーランド!!〜 - | BS-010 |                                                                              |

#### みちゃ王用ディスク
- スーパー戦隊シリーズ
- 美少女戦士セーラームーンSS